# Cyrtosia javanica
Cyrtosia javanica är en orkidéart som beskrevs av Carl Ludwig von Blume. Cyrtosia javanica ingår i släktet Cyrtosia, och familjen orkidéer. Inga underarter finns listade i Catalogue of Life.

## Bildgalleri

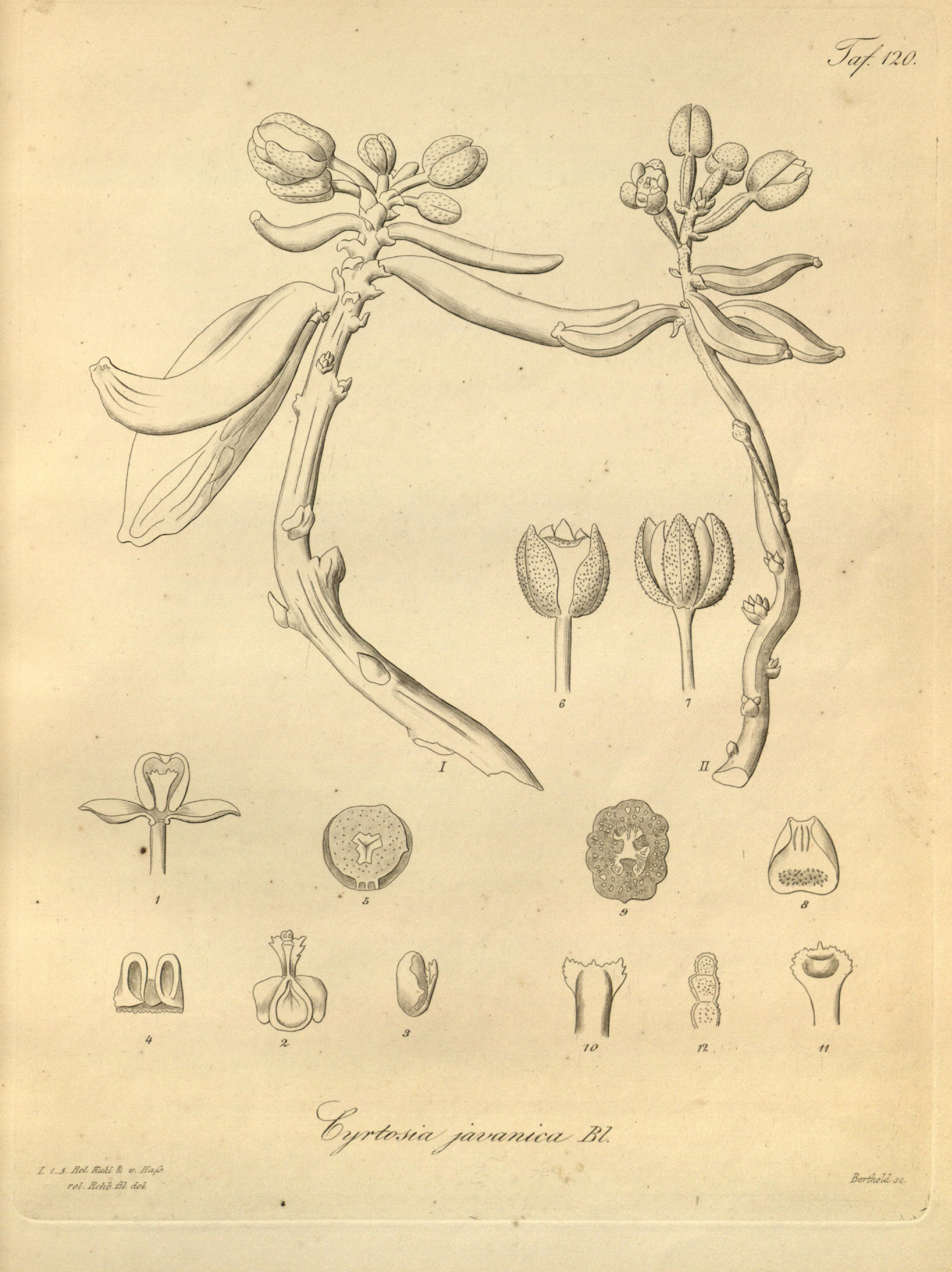